# Epirrhoe limbopunctata
Epirrhoe limbopunctata là một loài bướm đêm trong họ Geometridae.